# Wumiao, Henan
Wumiao (kinesiska: 武庙, 武庙乡) är en socken i Kina. Den ligger i provinsen Henan, i den centrala delen av landet, omkring 380 kilometer sydost om provinshuvudstaden Zhengzhou.
Genomsnittlig årsnederbörd är 1 451 millimeter. Den regnigaste månaden är juli, med i genomsnitt 275 mm nederbörd, och den torraste är januari, med 33 mm nederbörd.